# Canton de Neuilly-Saint-Front
Le canton de Neuilly-Saint-Front est une ancienne division administrative française située dans le département de l'Aisne et la région Picardie.

## Géographie
Ce canton a été organisé autour de Neuilly-Saint-Front dans l'arrondissement de Château-Thierry. Son altitude varie de 55 m (Montigny-l'Allier) à 212 m (Grisolles) pour une altitude moyenne de 115 m.

## Histoire

### Révolution française

Carte du canton de Neuilly-Saint-Front en 1790.

Le canton est créé le 18 février 1790 sous la Révolution française,.
Le canton a compté douze communes avec Fère-en-Tardenois pour chef-lieu au moment de sa création : Bonnesvalyn, Chouy, Cointicourt, Latilly, Macogny, Marizy-Saint-Mard, Nanteuil-sur-Ourcq, Neuilly-Saint-Front, Priez, Rozet-Saint-Albin, Sommelans et Vichel. Il est une subdivision du district de Château-Thierry qui disparait le 5 fructidor An III (22 août 1795). Le canton ne subit aucune modification dans sa composition communale pendant cette période.
Lors de la création des arrondissements par la loi du 28 pluviôse an VIII (17 février 1800), le canton est rattaché à l'arrondissement de Château-Thierry.

### 1801-2015
L'arrêté du 3 vendémiaire an X (25 septembre 1801) entraine un redécoupage du canton qui est conservé et agrandi. Dix communes du canton de Gandelu (Brumetz, Bussiares, Courchamps, Gandelu, Hautevesnes, Licy-Clignon, Monthiers, Saint-Gengoulph, Torcy et Veuilly-la-Poterie) intègrent le canton. Neuf communes du canton de La Ferté-Milon (Chézy-en-Orxois, Dammard, La Ferté-Milon, Marizy-le-Grand, Montigny-l'Allier, Passy-en-Valois, Saint-Quentin-sur-Allan, Silly-la-Poterie et Troësnes) sont rattachées au canton. Quatre communes du canton de Coincy (Armentières, de La Croix, de Grisolles et de Rocourt) rejoignent également le canton. À la suite de cette recomposition, la composition communale du canton est de 35 communes.
Par ordonnance du 8 juillet 1814, les communes de Licy-Clignon et de Marizy-le-Grand reprennent le nom de Licy-lès-Moines et Marizy-Sainte-Geneviève,.
Par ordonnance du 2 juin 1819, les communes de Nanteuil-sur-Ourcq et de Vichel fusionne pour former la commune de Nanteuil-sur-Ourcq-et-Vichel,.
Par ordonnance royale du 20 mars 1822, la commune de Torcy est réunie à la commune de Belleau du canton de Château-Thierry,. Les limites du canton sont modifiées et la composition communale passe de 34 à 33 communes, mais une ordonnance du 6 juillet 1832 rétablit Torcy comme commune indépendante dans le canton de Neuilly-Saint-Front. Le canton retrouve ses limites issues de l'arrêté du 3 vendémiaire an X (25 septembre 1801) et sa composition communale revient à 34 communes.
En 1885, Cointicourt change de nom pour devenir Monnes et Licy-lès-Moines récupère son nom, issue de la Révolution française, de Licy-Clignon en 1889,. La commune de Nanteuil-sur-Ourcq-et-Vichel est renommée Vichel-Nanteuil par décret du 12 novembre 1890,. En 1898, la commune de Rocourt change de nom pour devenir Rocourt-Saint-Martin.
Par décret du 10 septembre 1926, l'arrondissement de Château-Thierry est supprimé. Le canton de Neuilly-Saint-Front est rattaché à l'arrondissement de Soissons. 
En 1933, Torcy est renommée Torcy-en-Valois. En 1937, la commune d'Armentières et La Croix prennent le nom d'Armentières-sur-Ourcq et de La Croix.
La loi du 1er juin 1942 rétablit l'arrondissement de Château-Thierry dans ses limites au moment de sa suppression en 1926. Le canton de Neuilly-Saint-Front est détaché de l'arrondissement de Soissons pour rejoindre l'arrondissement de Château-Thierry.
Par arrêté préfectoral du 4 mars 1960, la commune de Saint-Quentin-sur-Allan est absorbée le 1er avril 1960 par la commune de La Ferté-Milon,. La composition communale du canton passe de 34 à 33 communes et elle n'évolue pas jusqu'en mars 2015.

### Redécoupage de 2015
Un nouveau découpage territorial de l'Aisne entre en vigueur en mars 2015, défini par le décret du 21 février 2014 , en application des lois du 17 mai 2013 (loi organique 2013-402 et loi 2013-403). Les conseillers départementaux sont, à compter de ces élections, élus au scrutin majoritaire binominal mixte. Les électeurs de chaque canton élisent au Conseil départemental, nouvelle appellation du Conseil général, deux membres de sexe différent, qui se présentent en binôme de candidats. Les conseillers départementaux sont élus pour 6 ans au scrutin binominal majoritaire à deux tours, l'accès au second tour nécessitant 12,5 % des inscrits au 1er tour. En outre la totalité des conseillers départementaux est renouvelée. Ce nouveau mode de scrutin nécessite un redécoupage des cantons dont le nombre est divisé par deux avec arrondi à l'unité impaire supérieure. Dans l'Aisne, le nombre de cantons passe ainsi de 42 à 21. Le canton de Neuilly-Saint-Front ne fait pas partie des cantons conservés du département. 
Le canton disparait lors des élections départementales de mars 2015. L'ensemble des communes est regroupée au canton de Villers-Cotterêts sauf Grisolles et Rocourt-Saint-Martin, rejoignant le canton de Château-Thierry. Veuilly-la-Poterie est rattaché au nouveau canton d'Essômes-sur-Marne.

## Représentation

### Conseillers généraux de 1833 à 2015
| Période | Période      | Identité                                        | Étiquette    | Qualité |
| ------- | ------------ | ----------------------------------------------- | ------------ | --- |
| 1833    | 1842         | Jean-Gilbert Ymbert                             |              | Auteur dramatique, traducteur Maître des requêtes au Conseil d'État Chef de division au Ministère de l'Intérieur Propriétaire à Paris                                         |
| 1842    | 1848         | François Michel Vuillefroy                      |              | Maître de requêtes au Conseil d'État Propriétaire à Paris |
| 1848    | 1855 (décès) | Alphonse Paillet                                | Droite       | Propriétaire Président du Tribunal civil de Château-Thierry Député (1846-1848, 1849-1851)                                                                                     |
| 1856    | 1864         | François Etienne Augustin Milet                 |              | Notaire, maire de La Ferté-Milon |
| 1864    | 1894 (décès) | William Henry Waddington                        | Républicain  | Archéologue, diplomate Président du Conseil Général (1871-1879) Député (1871-1876) Sénateur (1876-1894) Ministre (1873 à 1879) Chef du Gouvernement (Février à Décembre 1879) |
| 1894    | 1901         | Louis-Joseph Duchesne                           | Républicain  | Ancien géomètre, peintre à Neuilly-Saint-Front, conseiller d'arrondissement                                                                                                   |
| 1901    | 1907         | Arthur Gaillard (1851-?)                        | Rad.         | Marchand en grains et fourrages Maire de Monnes |
| 1907    | 1915 (décès) | Gustave Ernest Lamy                             | Républicain  | Cultivateur Maire de La Croix-sur-Ourcq |
| 1915    | 1919         | siège vacant                                    |              | |
| 1919    | 1940         | Fernand Gaillard (1880-1956, fils d'A.Gaillard) | Rad.         | Cultivateur Maire de Monnes |
|         |              |                                                 |              | |
| 1943    | 1945         | Gustave Seguin (1874-1955)                      | Droite       | Agriculteur Conseiller d'arrondissement, maire de Marizy-Sainte-Geneviève Nommé conseiller départemental en 1943 Déclaré inéligible en 1944, mesure relevée en 1945           |
|         |              |                                                 |              | |
| 1945    | 1982         | Robert Penit                                    | PCF          | Médecin Maire de Gandelu puis de Neuilly-Saint-Front |
| 1982    | 2001         | René Roy                                        | UDF-Rad.     | Inspecteur d'assurances Maire de Grisolles |
| 2001    | 2015         | André Rigaud                                    | UDF puis UMP | Gérant de société Maire de Neuilly-Saint-Front (2001-2020) Président de la Communauté de Communes de l'Ourcq et du Clignon                                                    |

### Conseillers d'arrondissement (de 1833 à 1940)
Le canton de Neuilly-Saint-Front avait deux conseillers d'arrondissement jusqu'en 1898.
| Période                                  | Période          | Identité                                | Étiquette   | Qualité |
| ---------------------------------------- | ---------------- | --------------------------------------- | ----------- | --- |
| 1833                                     | 1848             | Jean Marie Laurent Borniche (1775-1862) |             | Cultivateur, éleveur de béliers mérinos, maire de Neuilly-Saint-Front                                       |
| 1833                                     | 1836             | Antoine Lefrançois                      |             | Notaire, suppléant du juge de paix à Neuilly-Saint-Front                                                    |
| 1836                                     | 1848             | Rémy Scart                              |             | Notaire à La Ferté-Milon                                                                                    |
|                                          |                  |                                         |             | |
|                                          | 1894 (démission) | Louis-Joseph Duchesne                   | Républicain | Ancien géomètre, peintre à Neuilly-Saint-Front                                                              |
|                                          |                  |                                         |             | |
| 1919                                     | 1940             | Gustave Seguin                          | Droite      | Agriculteur, maire de Marizy-Sainte-Geneviève                                                               |
| 1919                                     | 1931             | Charles Vallerand (1874-1959)           |             | Cultivateur à Hallourdray, Latilly                                                                          |
| 1931                                     | 1936 (décès)     | Alexandre Charles Cresp (1882-1936)     | URD         | Cultivateur à Neuilly-Saint-Front                                                                           |
| 28 juin 1936                             | 1940             |                                         |             | |
| 1940                                     |                  |                                         |             | Les conseils d'arrondissement ont été suspendus par la loi du 12 octobre 1940 et n'ont jamais été réactivés |
| Les données manquantes sont à compléter. |                  |                                         |             | |

## Composition

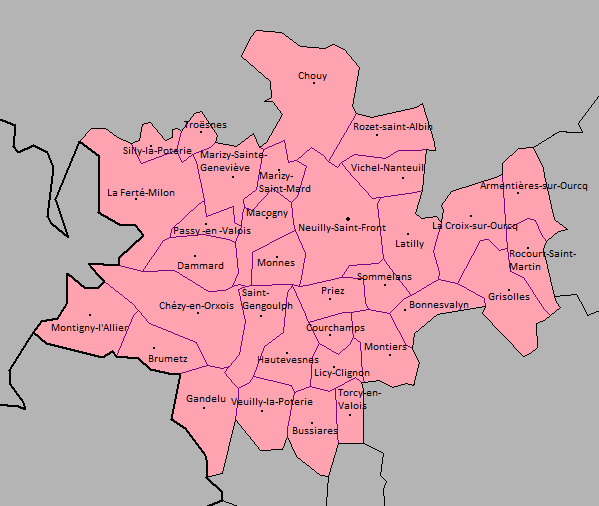
Communes du canton de Neuilly-Saint-Front

Le canton de Neuilly-Saint-Front a groupé 33 communes et a compté 10 259 habitants en 2012.
| Code Insee | Nom                             | Superficie (km2) | Population (hab.) | Densité (hab./km2) |
| ---------- | ------------------------------- | ---------------- | ----------------- | ------------------ |
| 02543      | Neuilly-Saint-Front (Chef-lieu) | 17,89            | 2 158             | 120,63             |
| 02023      | Armentières-sur-Ourcq           | 6,81             | 105               | 15,42              |
| 02099      | Bonnesvalyn                     | 6,34             | 245               | 38,64              |
| 02125      | Brumetz                         | 7,24             | 221               | 30,52              |
| 02137      | Bussiares                       | 7,40             | 126               | 17,03              |
| 02185      | Chézy-en-Orxois                 | 16,15            | 377               | 23,34              |
| 02192      | Chouy                           | 20,03            | 390               | 19,47              |
| 02225      | Courchamps                      | 2,72             | 94                | 34,56              |
| 02241      | La Croix-sur-Ourcq              | 10,45            | 124               | 11,87              |
| 02258      | Dammard                         | 7,96             | 406               | 51,01              |
| 02307      | La Ferté-Milon                  | 18,35            | 2 199             | 119,84             |
| 02339      | Gandelu                         | 10,03            | 686               | 68,39              |
| 02356      | Grisolles                       | 10,63            | 189               | 17,78              |
| 02375      | Hautevesnes                     | 7,29             | 162               | 22,22              |
| 02411      | Latilly                         | 9,32             | 210               | 22,53              |
| 02428      | Licy-Clignon                    | 4,09             | 82                | 20,05              |
| 02449      | Macogny                         | 6,17             | 81                | 13,13              |
| 02466      | Marizy-Sainte-Geneviève         | 7,71             | 130               | 16,86              |
| 02467      | Marizy-Saint-Mard               | 4,54             | 55                | 12,11              |
| 02496      | Monnes                          | 4,92             | 124               | 25,2               |
| 02509      | Monthiers                       | 7,37             | 148               | 20,08              |
| 02512      | Montigny-l'Allier               | 10,14            | 272               | 26,82              |
| 02594      | Passy-en-Valois                 | 3,41             | 163               | 47,8               |
| 02622      | Priez                           | 4,93             | 55                | 11,16              |
| 02649      | Rocourt-Saint-Martin            | 5,76             | 287               | 49,83              |
| 02662      | Rozet-Saint-Albin               | 7,95             | 279               | 35,09              |
| 02679      | Saint-Gengoulph                 | 7,57             | 148               | 19,55              |
| 02718      | Silly-la-Poterie                | 2,31             | 124               | 53,68              |
| 02724      | Sommelans                       | 4,28             | 61                | 14,25              |
| 02744      | Torcy-en-Valois                 | 3,62             | 84                | 23,2               |
| 02749      | Troësnes                        | 2,65             | 242               | 91,32              |
| 02792      | Veuilly-la-Poterie              | 7,54             | 143               | 18,97              |
| 02796      | Vichel-Nanteuil                 | 6,39             | 89                | 13,93              |

## Démographie
| 1962  | 1968  | 1975  | 1982  | 1990  | 1999  | 2006   | 2007   | 2008   |
| ----- | ----- | ----- | ----- | ----- | ----- | ------ | ------ | ------ |
| 8 415 | 8 171 | 7 605 | 7 781 | 9 065 | 9 553 | 10 104 | 10 205 | 10 289 |

| 2009   | 2010   | 2011   | 2012   | - | - | - | - | - |
| ------ | ------ | ------ | ------ | - | - | - | - | - |
| 10 336 | 10 338 | 10 290 | 10 259 | - | - | - | - | - |